# Macrostomus abdominalis
Macrostomus abdominalis är en tvåvingeart som beskrevs av Mario Bezzi 1905. Macrostomus abdominalis ingår i släktet Macrostomus och familjen dansflugor. Inga underarter finns listade i Catalogue of Life.